# Сосья (приток Цыбина)
Сосья — река в России, протекает по Гайнскому району Пермского края. Устье реки находится в 7,7 км по правому берегу реки Цыбин. Длина реки составляет 11 км. 
Исток реки на Северных Увалах в 33 км к северо-востоку от посёлка Серебрянка (центр Серебрянского сельского поселения). Исток лежит на водоразделе бассейнов Волги и Северной Двины, рядом с истоком Сосьи находится исток реки Воч. Река течёт на юг по ненаселённому, частично заболоченному лесному массиву параллельно реке Цыбин, в которую и впадает в урочище Цыбинъяг. Высота устья — 168,7 м над уровнем моря.

## Данные водного реестра
По данным государственного водного реестра России относится к Камскому бассейновому округу, водохозяйственный участок реки — Кама от истока до водомерного поста у села Бондюг, речной подбассейн реки — бассейны притоков Камы до впадения Белой. Речной бассейн реки — Кама.
Код объекта в государственном водном реестре — 10010100112111100001938.